# IU...IM
IU...IM é segundo extended play da cantora sul-coreana IU. Foi lançado em 12 de novembro de 2009 pela LOEN Entertainment.

## Lista de faixas
※ Título da faixa em negrito significa que é single do álbum.
| N.º            | Título                                                      | Letras                     | Música                        | Duração |  |
| 1.             | "Love Attack"                                               | Han Sang-won, Choi Gap-won | Han Sang-won                  | 3:10    |  |
| 2.             | "Taking a Train" (기차를 타고; Gichareul Tago)              | Choi Gap-won               | Lee Hyeon-seung               | 3:43    |  |
| 3.             | "Marshmallow" (마쉬멜로우; Mashimello)                      | Choi Gap-won               | Kim Do-hoon, PJ               | 3:14    |  |
| 4.             | "Morning Tears" (아침 눈물; Achim Nunmu)                    | Choi Gap-won               | PJ, Lee Jong-hoon             | 3:50    |  |
| 5.             | "Heart Beating Date" (두근두근 데이트; Dugeundugeun Deiteu) | Choi Gap-won               | Lee Jong-hoon, Min Woong-shik | 3:21    |  |
| 6.             | "Taking a Train (Instrumental)"                             |                            | Lee Hyeon-seung               | 3:43    |  |
| 7.             | "Morning Tears (Instrumental)"                              |                            | PJ, Lee Jong-hoon             | 3:50    |  |
| Duração total: | Duração total:                                              | Duração total:             | Duração total:                | 26:38   |  |

## Desempenho nas paradas
| "Marshmallow" | 16 |